# جون فوكس (لاعب كريكت بريطاني)
جون فوكس (7 سبتمبر 1904 في المملكة المتحدة - 15 نوفمبر 1961) (بالإنجليزية: John Fox)‏ هو لاعب كريكت بريطاني (وحمل سابقاً جنسية المملكة المتحدة لبريطانيا العظمى وأيرلندا). شارك مع منتخب إنجلترا للكريكت. أما مع النوادي، فقد لعب مع نادي وارويكشاير للكريكيت ‏.

## وصلات خارجية
- جون فوكس على موقع إي آس بي آن كريك إنفو (الإنجليزية)